# Яроповичі (зупинний пункт)
Яроповичі — пасажирський зупинний пункт Коростенської дирекції Південно-Західної залізниці (Україна), розташований на дільниці Житомир — Фастів I між зупинними пунктами 62 км (відстань — 8 км) і Лотос (5 км). Відстань до ст. Житомир — 47 км, до ст. Фастів I — 54 км.
Розташований на півдні Житомирського району, за 1 км на північний схід від села Пустельників Житомирського району.
Відкритий 1936 року як станція Яроповичі. Наприкінці XX століття перетворений на зупинний пункт. 2011 року дільницю Житомир — Фастів I електрифіковано.